# Высадка в Нассау
Высадка в Нассау (1776) — набег Континентального флота и Континентальной морской пехоты на британскую колонию Нассау. Первая морская операция, предпринятая по распоряжению Континентального конгресса. Несмотря на то, что она предшествовала Декларации независимости, от неё числит свой боевой путь морская пехота США.

## Предыстория
Самым большим препятствием для колоний в войне за независимость была нехватка боеприпасов, и прежде всего пороха. Во многом обеспечивавшие себя сами, по этой части колонисты полностью зависели от внешней помощи, либо довольствовались тем, что удавалось взять у противника. Джордж Вашингтон не раз писал об этом, в самых сильных выражениях. Едва ли не все начальные операции Континентальной армии и флота были продиктованы стремлением добыть военные припасы, и в первую очередь порох. Рейд на Нассау не стал исключением.
С началом боевых действий в 1775 году лорд Данмор, британский губернатор колонии Виргиния, с помощью подчиненных ему британских войск, перевез провинциальные запасы оружия и пороха Виргинии на остров Нью-Провиденс на Багамах, чтобы уберечь его от рук повстанцев. В августе 1775 генерал Томас Гейдж предупредил багамского губернатора Монфорта Брауна (англ. Montfort Browne), что восставшие колонисты, возможно, попытаются захватить эти запасы.
Отчаянная нехватка пороха в Континентальной армии подвигла Второй Континентальный конгресс на организацию военно-морской экспедиции, одной из целей которой был захват военных припасов в Нассау. Хотя приказ Конгресса коммодору Хопкинсу, выбранному возглавлять экспедицию, включал только патрулирование и набеги у берегов Виргинии и Каролины, возможно, что в секретных совещаниях военно-морской комиссии Конгресса Хопкинсу были даны дополнительные инструкции. Во всяком случае инструкции, выданные Хопкинсом его капитанам перед отходом от мыса Хенлопен, Делавэр, 17 февраля 1776 года, включали рандеву у острова Большой Абако на Багамах.
Эскадра Хопкинса вначале состояла из корабля Alfred, шхун Hornet, Wasp, Fly, бригов Andrea Doria, Cabot, шлюпов Providence и Columbus. В дополнение к экипажам, на борту были 200 морских пехотинцев под командованием Самуэля Николса (англ. Samuel Nicholas). Несмотря на ветра штормовой силы, корабли держались вместе в течение двух дней, после чего Fly и Hornet отстали. Hornet был вынужден вернуться в порт для ремонта, Fly в конечном итоге догнал своих в Нассау, после рейда. Хопкинса не остановила потеря двух кораблей. У него были сведения, что бо́льшая часть британского флота находится в порту из-за ветров.

## Высадка
Покинув мыс Хенлопен, Делавэр, эскадра 1 марта прибыла на Багамы, где, по их данным, хранились порох и боеприпасы. Здесь американцы принялись тревожить и нарушать британское судоходство. В частности, они захватили два шлюпа, которые Хопкинс тут же присоединил к Континентальному флоту.
Решение высаживаться на рассвете оказалось ошибкой. Корабли были замечены с берега, и губернатора Брауна разбудили. Он приказал выстрелить из четырёх пушек, чтобы оповестить ополчение. Две из них от выстрела сорвало с лафетов.
Когда нападавшие услышали пушки Форт-Нассау, они поняли, что внезапность утеряна, и прервали атаку. Корабли собрались в Ганновер-саунд, около шести миль к востоку от Нассау. Там Хопкинс провёл совет, и был составлен новый план атаки. Согласно некоторым авторам, лейтенант Хопкинса — Джон Пол Джонс — предложил новое место высадки, а затем возглавил её. Эти данные подвергаются сомнению. Джонс не был знаком с теми водами, в отличие от многих присутствовавших на совете капитанов. Более вероятно, что десант возглавлял лейтенант Cabot Томас Уивер (англ. Thomas Weaver), знакомый с местностью. Усиленные 50 матросами, морские пехотинцы на трёх кораблях (с дополнительным прикрытием Wasp) были доставлены в точку к юго-востоку от Форт-Монтегю, где высадились без сопротивления между полуднем и 2 часами. Это была первая десантная операция будущей морской пехоты США.
Лейтенант Берк (англ. Burke) вывел отряд из Форт-Монтегю для рекогносцировки. Учитывая, что был в значительном меньшинстве, он решил отправить посланца под белым флагом, чтобы выяснить намерения нападавших. Он узнал, что их цель порох и военные склады. В то же время, губернатор Браун с 80 ополченцами прибыл в Форт-Монтегю. Узнав силы нападавших, он приказал выстрелить из трех пушек форта, и отвёл всех, кроме нескольких человек, обратно в Нассау. Он ушёл в губернаторский дом, и большинство ополченцев, даже не пытаясь занять оборону, также вернулись по домам. Браун во второй раз послал лейтенанта Берка для переговоров, чтобы «узнать у противного командира, с каким он здесь поручением, и о том, зачем он высадил войска».
Выстрелы из пушек форта Монтегю несколько задержали Николса, но его люди заняли форт, и он вёл совещание с офицерами, какой сделать следующий шаг, когда прибыл Берк. Они услужливо повторили Берку, что пришли за порохом и оружием, и готовы к нападению на город. Берк принёс эту новость Брауну около 4 часов пополудни. Вместо того, чтобы продвигаться дальше на Нассау, Николс остался на ночь в Форт-Монтегю. В этот вечер Браун провел военный совет, на котором было решено вывезти порох. В полночь 162 из 200 бочек пороха были погружены на пакетбот Mississippi Packet и на HMS St. John, и в 2 часа ночи они вышли из Нассау, направляясь в Сан-Августин. Этот шаг удался потому, что Хопкинс забыл послать ещё один корабль, стеречь входы в гавань, оставив флот благополучно на якоре в Ганновер-саунд.
4 марта морские пехотинцы Николаса без сопротивления оккупировали Нассау, после того как по всему городу распространили листовку, написанную коммодором Хопкинсом. По пути им встретились делегаты, которые принесли ключи от города.
Они находились в Нассау две недели, и вывезли все оставшиеся запасы пороха и боеприпасов, какие нашли. Эскадра вернулась в Нью-Лондон, штат Коннектикут, 8 апреля, захватив по пути несколько британских судов снабжения, включая шхуну Hawke и бриг Bolton. Примечательно, что захватить HMS Glasgow в бою 6 апреля они не смогли.

## Последствия и память
Губернатор Браун оказался в плену. Обменянный позже на американского офицера, он подвергся серьёзной критике за своё командование в этом эпизоде.
Хопкинса в Конгрессе вначале осыпали похвалами, но позже появилась критика, в том числе за упущенный Glasgow.
По-прежнему слабо защищённый Нассау в 1782 году пал перед испанцами, а в 1783 году был снова отбит. Колония была возвращена Британии после войны.
Два корабля ВМС США носили или носят название USS Nassau в честь высадки.